# Рефлексија
Рефлексија (kasnolat. reflexio: odbijanje) или одсјај је промена правца фронта таласа на додирној површини између два различита медија, тако да се фронт таласа враћа у медиј из којег је потекао. Уобичајени примери су одраз светлости, звука и водених таласа. Закон рефлексије каже да је упадни угао једнак углу под којим се талас рефлектује. У акустици, рефлексија изазива ехо и користи се у сонарима. У геологији, важна је у студији сеизмичких таласа. Рефлексија се види на површинским таласима у води. Рефлексија се појављује код многих врста електромагнетних таласа, поред видљиве светлости. Рефлексија виших фреквенција је важна за радио пренос и радаре. Чак и X-зраци и гама зраци могу бити рефлектовани под плитким углом са специјалним огледалима.
Кад је гранична површина глатка, то јест неравнине су према таласној дужини λ занемариве, настаје такозвана регуларна рефлексија, код које је упадни угао таласа једнак углу рефлексије; у супротном случају настаје дифузна рефлексија: таласи се рефлектирају у свим смеровима. Однос рефлектоване и упадне енергије назива се коефицијентом рефлексије. Ако је тај коефицијент зависан од таласне дужине упадних таласа, настаје селективна рефлексија. Када равни талас прелази из гушћега средства у ређе, рефлектовани је талас у фази с упадним таласом. У обрнутом случају рефлектовани је талас за π/2 (λ/4) помакнут у фази према упадном таласу. Упадни и рефлектирани талас дају интерференцијом стојећи талас. Рефлексијом еластичног трансверзалнога таласа добија се трансверзални и лонгитудинални рефлектирани талас. Лонгитудиналног рефлектираног таласа нема ако је осциловање упадног трансверзално таласа нормално на раван таласа.

## Рефлексија светлости
Зрак светлости која пада на неку раван рефлектује се тако да је упадни угао α једнак углу рефлексије β, а упадни и рефлектовани (одбијени) зрак леже у истој равни. Рефлектована је светлост увек мање јачине (интензитета) него упадна, јер део енергије упадне светлости прелази у друго средство (апсорпција). То није тако једино код тоталне рефлексије, која настаје када зрак светлости који се шири из оптички гушћег у оптички ређе средство пада на границу тих средстава под углом већим од неког граничнога угла γ. Према закону лома (рефракција), у том је случају угао лома већи од угла упада. Ако је упадни угао такав да би угао лома био већи од 90°, долази до тоталне рефлексије. Гранични угао γ дат је тада изразом:
{\displaystyle \sin \gamma ={\frac {n_{1}}{n_{2}}}}
где је: n1 - индекс је лома ређег, а n2 - гушћег средства.
Јачина (интензитет) рефлектоване светлости зависи од угла упада и поларизације упадне светлости (Фреснелове једначине). Ако се зрак рефлектује на граници диелектричнога средства, јачина (интензитет) је рефлектоване светлости то већи што је већа разлика, а мањи збир угла упада и угла лома. Ако је угао упада такав да рефлектовани и ломљени зрак чине угао од 90°, рефлектовани је зрак поларизован (Брустеров закон), а раван поларизације је идентичан с упадном равни. Појаве аналогне рефлексији светлости јављају се код свих врста таласа; тако на пример рефлексијом звучних таласа настаје ехо.

### Распршење светлости
Распршење светлости, дифузна рефлексија или дифузија светлости је распршивање светлости на разне стране.
Пада ли светлост на храпаву површину, настаће неправилна рефлексија. Светлост ту удара на сваки део површине под другим углом, те се одбија у различитим правцима. Таква је храпава површина једнако осветљена и не бљешти у очима. Светлост која долази кроз прозор у собу распршује се на зидовима, те је цела соба расветљена, а не само део насупрот прозору. Сунчева се светлост распршава на капљицама облака и магле, те током облачних и магловитих дана светлост долази са свих страна, и предмети не бацају оштре сене. Генерално, предмети на које пада дифузна светлост немају оштрих сена. Светлост коју у наше очи шаље већина предмета које видимо настаје услед дифузног одбијања од њихове површине, тако да је ово наш примарни механизам физичког посматрања.

### Закон рефлексије
Равно огледало је равна глатка површина која одбија светлост, притом је добијена слика предмета привидна (виртуална), усправна и једнаке величине као предмет који се огледа.
Ако се пусти узак прамен Сунчевих зрака на равно огледало, прамен зрака ће се одбити као и лопта која удари у зид. Физичко тело с глатком површином, које одбија зраке светлости зове се огледало. Светлост која пада на такво огледало одбија се тако да је угао упадања једнак углу одбијања. Угао упадања је угао који чини зрак с нормалом у тачки упадања, а угао одбијања је угао што га чини одбијени зрак с истом нормалом. Ти зраци леже у равни која је нормална на раван огледала. То је закон рефлексије или закон одбијања светлости.
У равном огледалу се може због рефлексије видети слика предмета од којег долазе зраци светлости. Чини се као да се слика у равном огледалу налази иза огледала. Та се слика не може ухватити на застору, те се зове привидна или виртуална слика. Прамен зрака који излази из тачке А долази након рефлексије у наше око. Ако се продуже ти зраци иза зрцала, они ће се сећи у тачки А’ која је слика тачке А. Из слике се види да хомоцентричан (са заједничким средиштем) сноп зрака светлости остаје хомоцентричан и после рефлексије, то јест зраци који долазе из извора А одбијају се тако као да излазе из слике А’.

#### Угаоно огледало
Угаоно огледало чине два равна огледала која међусобно затварају неки угао, на пример δ = 45°. Зрак светлости који долази на прво огледало под углом α одбија се под истим углом и пада на друго огледало. На том огледалу је такође угао рефлексије једнак углу упадања β. Из троугла излази да је:
{\displaystyle \alpha +\beta =45^{\circ }}
јер нормале на огледало чине међусобно исти угао колики је угао између огледала:
{\displaystyle U=2\cdot \alpha +2\cdot \beta =2\cdot (\alpha +\beta )=2\cdot 45^{\circ }=90^{\circ }}
Одатле се види да зрак светлости након рефлексије на два огледала чини са својим првобитним смером двоструки угао од угла између огледала. То вреди за било који угао за који се на пример закрене паралелно огледало једно према другоме.

#### Начин рада секстанта
Секстант се заснива на својству угаоног огледала, а служи за мерење углова у астрономској навигацији. На оквиру мерног инструмента налазе се два мала равна огледала, једно непокретно, друго покретно, али оба нормална на раван оквира. Паралелно с оквиром секстанта налази се двоглед. Непокретно огледало обложено је само на доњој половини са сребром како би зрак светлости могао да од тела директно прође кроз необложени део и дође у двоглед, односно у око. Зрак светлости с тела пада на покретно огледало, где се одрази и након поновне рефлексије на непокретном огледалу долази кроз дурбин у око. 
Као и код сваког угаоног огледала, угао који чини зрак светлости након рефлексије са својим првобитним смеру једнак је двоструком углу између огледала:
{\displaystyle \beta =2\cdot \alpha }
Секстант има на доњем делу кружни сектор, величине 1/6 круга, ради чега се зове секстант. На том кружном сектору налази се скала од 0° до 150° и тако умањена да се може директно читати угао, а да се не множи са два. Покретно огледало покреће се око осе помоћу вођице, која се зове алхидада, а на доњем је крају нонијус за читање углова. 
При мерењу се од једног тела добије директна слика у двогледу, а од другога рефлектована слика, која се помицањем покретног огледала помоћу алхидаде мора наместити тачно изнад прве слике. Након тога се помоћу нонијуса очита угао.

### Вишеструке рефлексије
Када се светлост одбије од огледала, појављује се једна слика. Два огледала постављена тачно лицем у лице дају изглед бесконачног броја слика дуж праве линије. Вишеструке слике које се виде између два огледала која седе под углом једно према другом леже изнад круга. Средиште тог круга налази се на замишљеном пресеку огледала. Квадрат од четири огледала постављена лицем у лице дају изглед бесконачног броја слика поређаних у равни. Вишеструке слике које се виде између четири огледала која састављају пирамиду, у којима сваки пар огледала лежи под углом једно према другом, леже изнад сфере. Ако је основа пирамиде правоугаоног облика, слике се шире преко дела торуса.